# Feldis/Veulden
Feldis/Veulden (tyska: Feldis, rätoromanska: Veulden), är en ort och tidigare kommun i regionen Viamala i kantonen Graubünden, Schweiz. Kommunen blev 2009 en del av den nya kommunen Tomils som 2015 i sin tur blev en del av den nya kommunen Domleschg.